# Involutarna matrika
Involutarna matrika je matrika, ki je enaka svoji obratni matriki. Zanjo velja:
{\displaystyle \mathbf {A} ^{2}=I\!\,,}
kjer je:
- {\displaystyle A\!\,} – matrika
- {\displaystyle I\!\,} – enotska matrika

Ena izmed treh vrst elementarnih matrik je involutarna. To so matrike, ki imajo zamenjane vrstice. Druga vrsta elementarnih matrik, ki se jih dobi z množenjem vrstice ali stolpca z −1, so tudi involutarne.
Involutarne matrike so kvadratni koreni enotske matrike. Če je {\displaystyle A\!\,} matrika {\displaystyle n\times n\!\,}, potem je {\displaystyle A\!\,} involutarna samo, če in samo če je {\displaystyle 1/2(A+I)\!\,} idempotentna matrika.
Involutarne matrike so simetrične in ortogonalne in tako predstavljajo izometrijo. Matrika zrcaljenja je tudi involutarna matrika. 

## Zgledi
{\displaystyle {\begin{array}{cc}\mathbf {I} ={\begin{pmatrix}1&0&0\\0&1&0\\0&0&1\end{pmatrix}},&\mathbf {I} ^{-1}={\begin{pmatrix}1&0&0\\0&1&0\\0&0&1\end{pmatrix}},\\\\\mathbf {R} ={\begin{pmatrix}1&0&0\\0&0&1\\0&1&0\end{pmatrix}},&\mathbf {R} ^{-1}={\begin{pmatrix}1&0&0\\0&0&1\\0&1&0\end{pmatrix}},\\\\\mathbf {S} ={\begin{pmatrix}+1&0&0\\0&-1&0\\0&0&-1\end{pmatrix}},&\mathbf {S} ^{-1}={\begin{pmatrix}+1&0&0\\0&-1&0\\0&0&-1\end{pmatrix}}\!\,.\\\end{array}}}
kjer je:
- {\displaystyle I\!\,} – enotska matrika
- {\displaystyle R\!\,} – matrika, ki ima dve vrstici zamenjani
- {\displaystyle S\!\,} – matrika oznak.